# Catastenus femoralis
Catastenus femoralis är en stekelart som beskrevs av Förster 1871. Catastenus femoralis ingår i släktet Catastenus och familjen brokparasitsteklar. Arten är reproducerande i Sverige. Inga underarter finns listade.